# Santuario de Nossa Senhora da Boa Nova
La Capilla de la Boa Nova, también conocida como Santuario de Nossa Senhora da Boa Nova, se encuentra en la parroquia de Terena (São Pedro), municipio de Alandroal, distrito y archidiócesis de Évora.

## Historia
Es un santuario mariano muy antiguo, que se cree que fue el resultado de la cristianización de los cultos paganos, ya que las ruinas del templo del dios endovélico permanecen en las cercanías del pueblo de Terena. Las referencias históricas a este santuario se remontan al siglo XIII, ya que en las Cantigas de Santa María, del rey Alfonso X de Castilla, hay algunas composiciones dedicadas a Santa María de Terena:

Assi com'oi dizer a quen m'aquest'a contado,

En riba d'Aguadiana, a un logar muit'onrrado,
E Terena chamam i, logar mui sant'aficado,
U muitos miragres faz a Sennor de dereitura.
Afonso X, el sabio. Cantigas de Santa María, siglo XIII, Cantiga 224

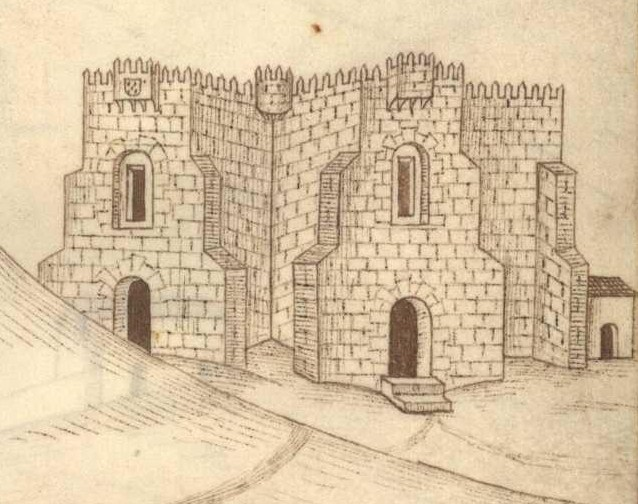
El santuario representado en el Libro de las Fortalezas, Duarte de Armas, 1509-1510

El templo data del siglo XIV, y es un raro ejemplo de iglesia fortaleza portuguesa que ha sobrevivido hasta nuestros días prácticamente intacta. El origen de la invocación Senhora da Boa Nova parece estar vinculado a la leyenda de la Fermosíssima María (Doña María, Reina de Castilla), hija del rey Afonso IV de Portugal, que acudió a la corte portuguesa para pedir a su padre que ayudara a su marido en la batalla del Salado. La leyenda dice que la reina estaba en este lugar, cerca de Terena, cuando recibió la buena noticia, de la que nació la advocación Boa Nova. El culto sigue muy vivo, siendo este santuario el escenario de una gran peregrinación que se celebra el primer fin de semana después de Pascua. La importancia de esta romería en la región es tal que el lunes de Pascua (día principal de la fiesta) es la fiesta municipal del municipio de Alandroal. El Santuario de Nossa Senhora da Boa Nova fue clasificado como Monumento Nacional en 1910.

## Exterior del templo
El Santuario es una joya de la arquitectura religiosa del siglo XIV, una iglesia-fortaleza de planta cruciforme, poco común en Portugal [según la definición de Mário Chicó, ver el Monasterio de Flor da Rosa y la Iglesia de Vera Cruz de Marmelar], construida en fuerte mampostería de granito, coronada con almenas moriscas. En las fachadas norte, sur y oeste se abren pórticos con arcos ojivales góticos y estrechos huecos medievales, rematados por balcones defensivos, con matacanes (desde donde se arrojarían líquidos hirvientes en caso de ataque), decorados con piedras con el escudo real portugués. La fachada principal está además adornada por un sencillo campanario, añadido en el siglo XVIII. La iglesia estaba originalmente bajo el patrocinio de la Orden de Avis, y posteriormente fue asumida por los Condes de Vila Nova (de Portimão).

## Interior

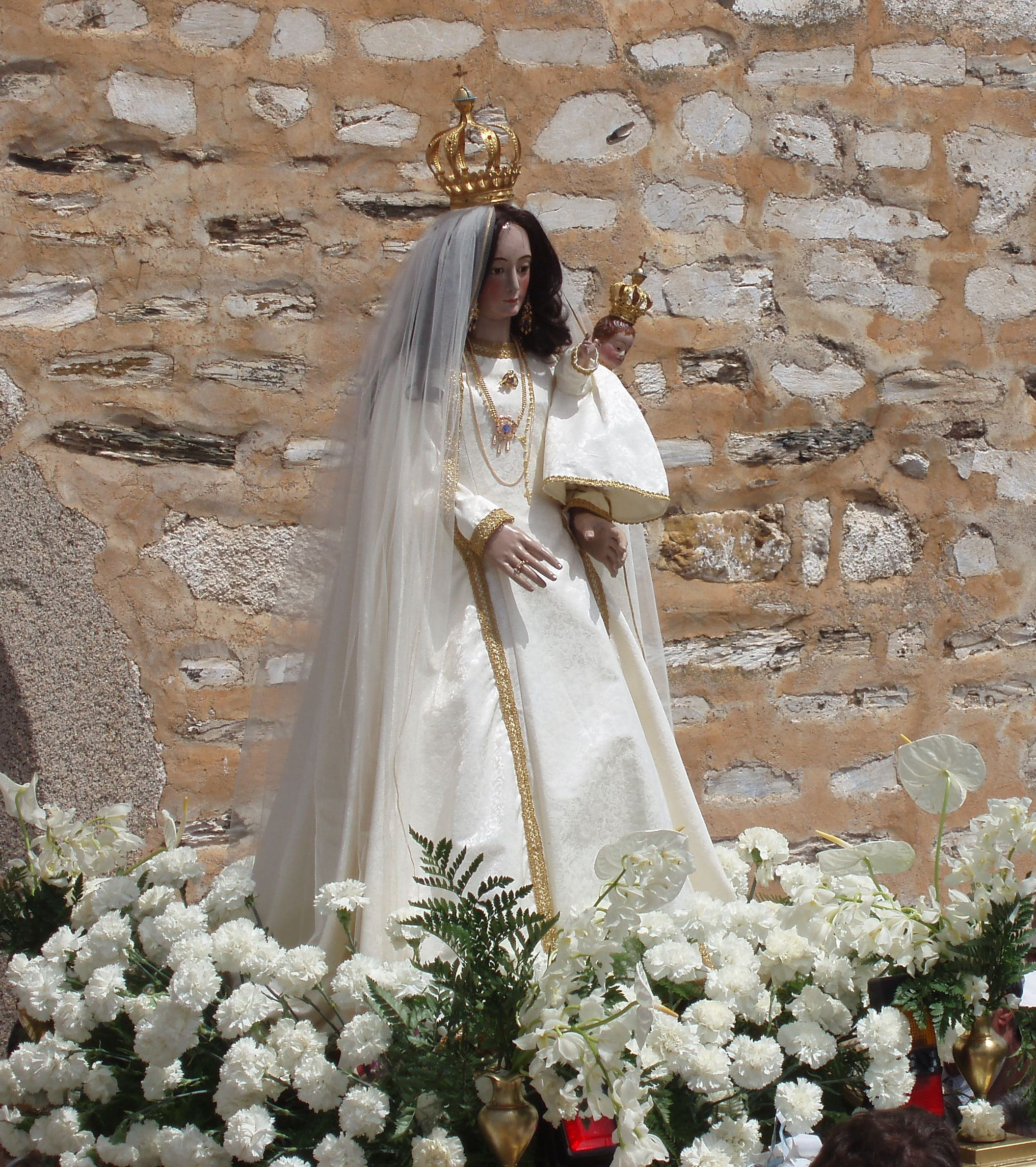
La imagen de Senhora da Boa Nova, durante la procesión de la romería

Contrastando con el pesado aspecto exterior, el interior sorprende por la sencillez de las líneas góticas y el amplio aspecto de la nave, de planta de cruz griega, cubierta por bóvedas de arcos quebrados. Los alzados de la nave fueron decorados en el siglo XIX con un zócalo festoneado y pinturas murales del pintor Silva Rato, de Borba, que representan a los santos de la devoción popular alentejana. El púlpito, de mampostería, es de la misma época y se eleva voluminosamente en el crucero de la iglesia. Los altares laterales, de São Brás y Santa Catarina, son de talla dorada del siglo XVIII.
Más interesante es la decoración del presbiterio, cuya bóveda está cubierta con pinturas al fresco que representan a los reyes de la primera dinastía hasta D. Alfonso IV y varias escenas del Apocalipsis de São João, obra encargada por los Condes de Vila Nova, Comandantes de la Orden de Avis. El retablo manierista del siglo XVI conserva hermosas tablas talladas en estilo manierista flamenco que representan la Anunciación y Asunción de la Virgen, el Belén, Pentecostés y la Resurrección de Cristo. En el centro, una venerable imagen de Nuestra Señora de la Buena Nueva, con una matraca y sosteniendo al Niño Jesús en sus brazos, se muestra en una maqueta dorada. La lámpara votiva de los duques de Braganza se mantuvo encendida en esta capilla durante siglos. Todavía se conservan algunas tumbas antiguas y arcas votivas del Dios Endangélico, procedentes del templo de São Miguel da Mota, también en la parroquia de Terena.